# The Adventures of Captain Africa
The Adventures of Captain Africa, antes chamado de Adventures of Captain Africa, Mighty Jungle Avenger!, é um seriado estadunidense de 1955, gênero aventura, dirigido por Spencer Gordon Bennet, em 15 capítulos, estrelado por John Hart e Rick Vallin. Foi produzido e distribuído pela Columbia Pictures, e veiculou nos cinemas estadunidenses a partir de 9 de junho de 1955.
Foi o 55º entre os 57 seriados produzidos pela Columbia Pictures, e foi o antepenúltimo seriado da companhia. Pretendia inicialmente ser uma sequência de The Phantom, de 1943, porém por problemas de direitos autorais foi reestruturado, apresentando um herói que, apesar de muitas semelhanças com o Fantasma, foi modificado e denominado Capitão África.

## Sinopse
O caçador Nat Coleman e o agente do governo Ted Arnold descobrem sobre um complô para assumir uma nação africana. Seu líder, o califa Abdul el Hamid, foi exilado de seu país e substituído por um sósia usurpador, aliando-se com uma potência estrangeira. O Califa tenciona voltar para o seu lugar, mas o agentes inimigos Boris e Greg o detêm. Capitão África um mascarado da selva, aparece ocasionalmente para ajudar Nat e Ted.[carece de fontes?]

## Elenco
- John Hart … Captain Africa, agente mascarado do governo
- Rick Vallin … Ted Arnold, agente do governo
- Ben Welden … Omar
- June Howard … Princesa Rhoda, filha do Califa

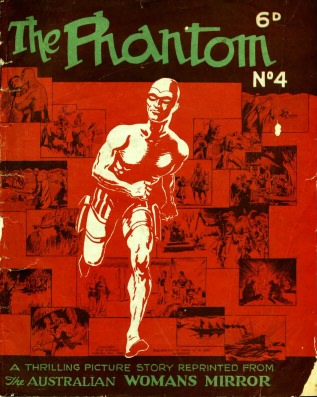
O Fantasma, personagem que inspirou a criação dos seriados The Phantom e The Adventures of Captain Africa

- Bud Osborne … Nat Coleman
- Paul Marion … Abdul el Hamid
- Lee Roberts … Boris
- Terry Frost … Greg
- Edward Coch … Balu, nativo
- Michael Fox … premiê

## Produção
O seriado foi realizado como uma sequência para The Phantom, seriado de 1943 estrelado por Tom Tyler. Durante a produção, porém, a Columbia descobriu que seus direitos de filmagem dos quadrinhos havia expirado, a King Features queria mais dinheiro do que Katzman estava disposto a gastar, e as negociações fracassaram. Seguiram-se, então, refilmagens apressadas e reedições, com John Hart vestindo um traje alterado que só possuía uma parte da roupa original do Fantasma, com a adição de um capacete de aviador, de couro, e calças de equitação. A nova história apresentou um novo herói, Capitão África, que ainda carrega uma forte semelhança com o Fantasma na aparência e no comportamento.
O seriado usa muitas cenas de arquivo de seriados anteriores, tais como Jungle Menace (1937), The Desert Hawk (1944) e The Phantom (1943).  Cenas de arquivo de The Phantom foram modificadas quando ele deixou de ser uma seqüência, e apenas alguns minutos do novo material foram incluídos por capítulo.
O seriado foi produzido pelo lendário usurário de Hollywood, Sam Katzman. Os produtores seriais economizavam muitas vezes, incluindo um capítulo “trapaceado”, no qual flashbacks de capítulos anteriores são mostrados ao invés de novas cenas. The Adventures of Captain Africa audaciosamente usa quatro capítulos assim trapaceados, entre os seus 15 capítulos
Adventures of Captain Africa foi o último seriado ambientado em selva da Columbia Pictures e o antepenúltimo seriado da companhia, que encerraria sua produção serial no ano seguinte.

## Crítica
O historiador serial William C. Cline escreveu que The Adventures of Captain Africa é "um óbvio remake de The Phantom, com muitas cenas de arquivo da versão anterior e às vezes parece quase uma repetição".

## Capítulos
1. Mystery Man of the Jungle!
2. Captain Africa to the Rescue!
3. Midnight Attack!
4. Into the Crocodile Pit!
5. Jungle War Drums!
6. Slave Traders!
7. Saved by Captain Africa!
8. The Bridge in the Sky!
9. Blasted by Captain Africa!
10. The Vanishing Princess!
11. The Tunnel of Terror!
12. Fangs of the Beast!
13. Renegades at Bay!
14. Captain Africa and the Wolf Dog!
15. Captain Africa's Final Move!

Fonte: